# Чарлс Менсон
Чарлс Мајлс Менсон (енгл. Charles Milles Manson), право име Чарлс Мајлс Медокс (енгл. Charles Milles Maddox; Синсинати, 12. новембар 1934 — 19. новембар 2017) је био амерички криминалац и вођа секте који је основао Породицу, квази-комуну у Калифорнији крајем 1960-их. Менсонови пратиоци извршили су низ од девет убистава на четири места у јулу и августу 1969. Менсон је 1971. проглашен кривим за првостепено убиство и заверу за убиство још седам особа, укључујући и глумицу Шерон Тејт, које су по његовим упутствима извршили припадници ове групе. Менсон је такође осуђен за првостепено убиство још две особе.
Када је оснивана Породица, Менсон је био незапослени бивши осуђеник који је провео половину свог живота у поправним установама због разних прекршаја. Пре убистава, Менсон је био певач и текстописац на ободу музичке индустрије Лос Анђелеса, углавном захваљујући познанству са Денисом Вилсоном, бубњаром и оснивачем Бич бојса. Менсон је веровао у Хелтер скелтер, термин који је узео из истоимене песме Битлса да опише надолазећи апокалиптични расни рат. Веровао је да ће убиства која је починио убрзати тај рат. Откако је постао позната особа, око њега је израсла популарна култура у којој је он на крају постао симбол лудила, насиља и страха. Након што је Менсон оптужен за убиства за која је касније осуђен, песме које је он написао или изводио су пуштене у продају. Разни музичари су обрадили неке од његових песама.
Менсон је првобитно био осуђен на смрт, али је његова казна преиначена на доживотни затвор са могућношћу пуштања након што је Калифорнија ставила ван закона смртну казну 1972. Своју доживотну казну је одслужио Државном затвору Калифорније у Коркорану и умро је 2017. од срчаног застоја узрокованог проблемима с дисањем и рака дебелог црева, са 83 године.